# Djebahia
Djebahia (em árabe: الجباحية) é uma cidade e comuna localizada na província de Bouira, Argélia. Segundo o censo de 2008, a população total da cidade era de 15 592 habitantes.